# Ravanelli Ferreira dos Santos
Ravanelli Ferreira dos Santos (Campinas, Estado de São Paulo, Brasil, 29 de agosto de 1997), conocido solo como Ravanelli, es un futbolista brasileño que juega de centrocampista o delantero en el Paraná Clube.

## Estadísticas
Actualizado al último partido disputado el 20 de julio de 2024.
| Club                          | Div.          | Temporada     | Liga  | Liga  | Copas nacionales | Copas nacionales | Copas internacionales | Copas internacionales | Estatal | Estatal | Total | Total |
| Club                          | Div.          | Temporada     | Part. | Goles | Part.            | Goles            | Part.                 | Goles                 | Part.   | Goles   | Part. | Goles |
| ----------------------------- | ------------- | ------------- | ----- | ----- | ---------------- | ---------------- | --------------------- | --------------------- | ------- | ------- | ----- | ----- |
| A. A. Ponte Preta · Brasil    | 1.ª           | 2016          | 14    | 1     | 4                | 0                | —                     | —                     | 5       | 1       | 23    | 2     |
| A. A. Ponte Preta · Brasil    | 1.ª           | 2017          | 3     | 0     | 2                | 0                | 2                     | 0                     | 11      | 0       | 18    | 0     |
| A. A. Ponte Preta · Brasil    | Total club    | Total club    | 17    | 1     | 6                | 0                | 2                     | 0                     | 16      | 1       | 41    | 2     |
| Akhmat Grozny · Rusia         | 1.ª           | 2017-18       | 12    | 1     | 1                | 0                | —                     | —                     | —       | —       | 13    | 1     |
| Akhmat Grozny · Rusia         | 1.ª           | 2018-19       | 17    | 4     | 2                | 0                | —                     | —                     | —       | —       | 19    | 4     |
| Akhmat Grozny · Rusia         | 1.ª           | 2019-20       | 5     | 0     | 1                | 0                | —                     | —                     | —       | —       | 6     | 0     |
| Akhmat Grozny · Rusia         | Total club    | Total club    | 34    | 5     | 4                | 0                | 0                     | 0                     | 0       | 0       | 38    | 5     |
| Athletico Paranaense · Brasil | 1.ª           | 2020          | 11    | 1     | 1                | 0                | 3                     | 0                     | —       | —       | 15    | 1     |
| Athletico Paranaense · Brasil | Total club    | Total club    | 11    | 1     | 1                | 0                | 3                     | 0                     | 0       | 0       | 15    | 1     |
| Chapecoense · Brasil          | 1.ª           | 2021          | 15    | 1     | 2                | 0                | ―                     | ―                     | 10      | 0       | 27    | 1     |
| Chapecoense · Brasil          | Total club    | Total club    | 15    | 1     | 2                | 0                | 0                     | 0                     | 10      | 0       | 27    | 1     |
| São Bernardo F. C. · Brasil   | Reg.          | 2022          | ―     | ―     | ―                | ―                | ―                     | ―                     | 8       | 0       | 8     | 0     |
| São Bernardo F. C. · Brasil   | Total club    | Total club    | 0     | 0     | 0                | 0                | 0                     | 0                     | 8       | 0       | 8     | 0     |
| Cianorte F. C. · Brasil       | Reg.          | 2023          | ―     | ―     | ―                | ―                | ―                     | ―                     | 3       | 0       | 3     | 0     |
| Cianorte F. C. · Brasil       | Total club    | Total club    | 0     | 0     | 0                | 0                | 0                     | 0                     | 3       | 0       | 3     | 0     |
| F. C. Pyunik Armenia          | 1.ª           | 2023-24       | 7     | 0     | 1                | 0                | 2                     | 0                     | ―       | ―       | 10    | 0     |
| F. C. Pyunik Armenia          | Total club    | Total club    | 7     | 0     | 1                | 0                | 2                     | 0                     | 0       | 0       | 10    | 0     |
| E. C. São Bento · Brasil      | Reg.          | 2024          | ―     | ―     | ―                | ―                | ―                     | ―                     | 14      | 3       | 14    | 3     |
| E. C. São Bento · Brasil      | Total club    | Total club    | 0     | 0     | 0                | 0                | 0                     | 0                     | 14      | 3       | 14    | 3     |
| Paraná Clube · Brasil         | Reg.          | 2024          | ―     | ―     | ―                | ―                | ―                     | ―                     | 6       | 1       | 6     | 1     |
| Paraná Clube · Brasil         | Total club    | Total club    | 0     | 0     | 0                | 0                | 0                     | 0                     | 6       | 1       | 6     | 1     |
| Total carrera                 | Total carrera | Total carrera | 84    | 8     | 14               | 0                | 7                     | 0                     | 57      | 5       | 162   | 13    |
| 1. 2. 3.                      |               |               |       |       |                  |                  |                       |                       |         |         |       |       |